# Средня Вас (Семич)
Средня Вас (словен. Srednja vas) — поселення в общині Семич, регіон Південно-Східна Словенія, Словенія.